# Elite Cup
Der Elite Cup ist der Eishockey-Pokalwettbewerb der britischen Women’s Premier Ice Hockey League. Die Ligadurchführung erfolgt durch die English Ice Hockey Association, dem englischen Verband unter dem Dach des britischen Eishockeyverbandes Ice Hockey UK.

## Teilnehmer und Modus
Am Pokalwettbewerb nehmen die besten Mannschaften der jeweiligen Vorsaison der Premier Ice Hockey League teil. Dies sind die Teilnehmer der Finalrunde.

## Austragung 2014/15
Quellen
| Platz | Mannschaft              | Spiele | S | U | N | Tore  | Punkte | BRA | KIN  | GUI | SLO  |
| ----- | ----------------------- | ------ | - | - | - | ----- | ------ | --- | ---- | --- | ---- |
| 1.    | Bracknell Queen Bees    | 6      | 5 | 0 | 1 | 49:06 | 10     | X   | 1:3  | 5:2 | 25:0 |
| 2.    | Kingston Diamonds Elite | 6      | 4 | 0 | 2 | 38:05 | 8      | 0:1 | X    | 5:0 | 5:0  |
| 3.    | Guildford Lightning     | 6      | 3 | 0 | 3 | 25:25 | 4 1    | 1:8 | 3:0  | X   | 10:0 |
| 4.    | Slough Phantoms         | 6      | 0 | 0 | 6 | 07:83 | -2 1   | 0:9 | 0:25 | 7:9 | X    |

## Austragung 2013/14
Quelle
| Platz | Mannschaft           | Spiele | S | U | N | Tore  | Punkte |
| ----- | -------------------- | ------ | - | - | - | ----- | ------ |
| 1.    | Bracknell Queen Bees | 6      | 5 | 1 | 0 | 28:11 | 11     |
| 2.    | Kingston Diamonds    | 6      | 3 | 1 | 2 | 20:08 | 7      |
| 3.    | Guildford Lightning  | 6      | 2 | 0 | 4 | 11:14 | 4      |
| 4.    | Sheffield Shadows    | 6      | 1 | 0 | 5 | 06:32 | -2 1   |

## Austragung 2012/13
Quelle: fixtureslive.com
| Platz | Mannschaft           | Spiele | S | U | N | Tore  | Punkte |
| ----- | -------------------- | ------ | - | - | - | ----- | ------ |
| 1.    | Kingston Diamonds    | 5      | 3 | 1 | 1 | 17:12 | 7      |
| 2.    | Guildford Lightning  | 5      | 2 | 2 | 1 | 15:13 | 6      |
| 3.    | Bracknell Queen Bees | 4      | 1 | 2 | 1 | 16:9  | 5      |
| 4.    | Sheffield Shadows    | 4      | 0 | 1 | 3 | 11:25 | 1      |